# Südalas
Südalas (Alas Selatan) ist ein indonesisches Desa („Dorf“) im Distrikt (Kecamatan) Ostkobalima (Kobalima Timur) auf der Insel Timor.

## Geographie
Südalas liegt im Süden des Distrikts Ostkobalima (Regierungsbezirk Malaka, Provinz Ost-Nusa Tenggara). Nördlich liegt das Desa Alas, westlich der Distrikt Kobalima und im Osten grenzt Südalas an den Nachbarstaat Osttimor. Im Süden befindet sich die Timorsee.
Südalas liegt in den Tropen. Die Jahresdurchschnittstemperatur liegt bei 24 °C, die jährliche Niederschlagsmenge bei 1705 mm. Niederschlagsärmste Monat der August mit 13 mm. Im Januar erreicht die Regenzeit ihren Höhepunkt mit 310 mm Niederschlag.

## Einwohner
2010 lebten in Südalas 2.361 Menschen. Sie gehören mehrheitlich zur Ethnie der Bunak. Die meisten Bunak sind Nachkommen von Flüchtlingen, die das osttimoresische Maucatar verließen, als es 1916 von den Niederländern an die Portugiesen abgegeben wurde.